# Dennis Barthel
Dennis Barthel (* 21. März 1996 in Düren-Birkesdorf) ist ein deutscher Volleyballspieler.

## Karriere
Barthel begann seine Karriere 2008 in der Jugend des Dürener Turnvereins. In der Saison 2009/10 spielte er bei der Spielgemeinschaft Aachen-Düren-Erkelenz in der NRW-Liga, U16 und wechselte anschließend 2011 zur Jugendmannschaft von Bayer Leverkusen. Nach der Saison 2011/12 wurde er vom Bundesligisten evivo Düren verpflichtet. Mit 16 Jahren ist er der jüngste Spieler, den der Verein je engagiert hat. Im Beachvolleyball konnte er unter anderem die Westdeutschen Meisterschaften U17 im Jahr 2012 gewinnen und erreichte bei den Deutschen Beachvolleyball-Jugendmeisterschaften den fünften Rang. Im Jahr 2013 wurde Dennis Barthel zweimal Westdeutscher Vizemeister in der Halle (U18 und U20).
Barthel gewann 2014 mit seiner Jugendmannschaft in der Halle ohne Satzverlust die Westdeutsche Meisterschaft U20 und qualifizierte sich dadurch für die Deutsche Meisterschaft in Saarbrücken. Dort errang er bei einem zweitägigen Turnier seinen bisher größten Erfolg, nämlich den Titel des Deutschen Vizemeisters der Jugendlichen unter 20 Jahren. Im Beachvolleyball wurde Dennis Barthel 2014 außerdem noch Westdeutscher Meister U19. Zum Abschluss des Jugendbereichs gewann Dennis Barthel 2015 in der Halle noch die Westdeutsche Meisterschaft U20. In der Saison 2014/15 erreichte er mit den SWD Powervolleys Düren den dritten Platz in der Bundesliga und das Halbfinale im DVV-Pokal. In der folgenden Saison kam er mit den Dürenern ins Playoff-Viertelfinale; im CEV-Pokal gelangte die Mannschaft ebenfalls ins Viertelfinale. In der Saison 2016/17 erreichte Barthel mit den SWD Powervolleys den dritten Rang in der Meisterschaft. Danach verkündete er das Ende seiner Profikarriere, um sich auf sein Studium zu konzentrieren. Er spielt nur noch in der Amateurmannschaft des Dürener TV.

## Privates
Im Sommer 2015 bestand Dennis Barthel das Wirtschaftsabitur am Berufskolleg der Kaufmännischen Schulen des Kreises Düren. Er studiert seitdem Wirtschaftswissenschaften an der Fernuniversität Hagen.